# Mott the Hoople

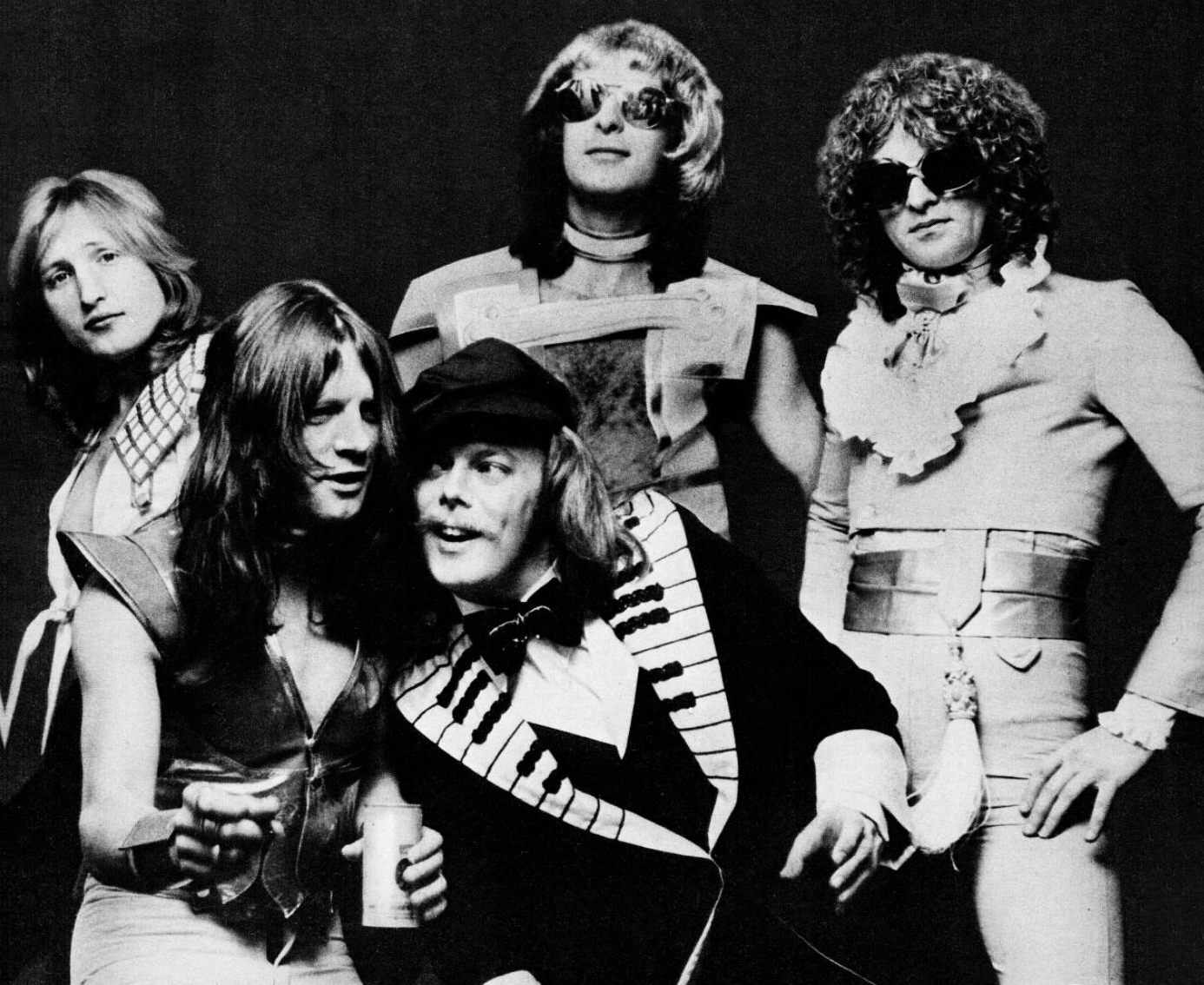
Mott the Hoople, 1974

Mott the Hoople a fost o trupă engleză de rock cu rădăcini în muzica R&B și dominantă în era glam rock din prima jumătate a anilor '70 ai secolului a XX-lea. Sunt cunoscuți pentru cântecul "All the Young Dudes", scris de David Bowie și apărut pe albumul cu același nume lansat de formație în 1972.

## Membri
- Peter Overend Watts - chitară bas, voce de fundal, chitară (1969-1980)
- Dale "Buffin" Griffin - tobe, voce de fundal, percuție (1969-1980)
- Ian Hunter - voce, chitară, pian (1969-1974)
- Mick Ralphs - chitară, voce, clape (1969-1973)
- Verden Allen - orgă, voce de fundal (1969-1972)
- Morgan Fisher - clape, voce de fundal (1973-1980)
- Mick Bolton - orgă Hammond, clape Yamaha, voce de fundal (1973)
- Ariel Bender - chitară, voce de fundal (1973-1974)
- Mick Ronson - chitară, voce de fundal (1974)